# Reyes Estévez
Reyes Estévez, född den 2 augusti 1976 i Cornellà de Llobregat, är en spansk friidrottare som tävlar huvudsakligen på 1 500 meter.
Estévez genombrott kom när han 1994 blev fyra på 1 500 meter vid VM för juniorer. 1996 deltog han vid Olympiska sommarspelen i Atlanta men blev där utslagen i semifinalen. Hans första mästerskapsmedalj kom vid VM 1997 i Paris där han slutade trea med tiden 3.37,26. Hans största framgång kom året efter då han blev europamästare på samma distans.
1999 försvarade han sitt brons vid VM i Sevilla när han blev trea på tiden 3.30,57. Ytterligare en framgång blev inomhus VM i Lissabon 2001 där han blev silvermedaljör. Han deltog vid VM 2001 i Edmonton där han slutade femma. Vidare deltog han vid EM i München 2002 där han blev silvermedaljör efter Mehdi Baala.
Efter München har han haft svårt att nå toppresultat. Vid VM 2003 slutade han sexa. Vid Olympiska sommarspelen 2004 blev det en sjunde plats och vid VM 2005 en elfte plats. Han deltog även vid Olympiska sommarspelen 2008 men blev där utslagen i försöken.

## Personliga rekord
- 1 500 meter - 3.30,57